# Галавеј (Тенеси)
Галавеј (енгл. Gallaway) град је у америчкој савезној држави Тенеси.

## Демографија
По попису из 2010. године број становника је 680, што је 14 (2,1%) становника више него 2000. године.
| Група             | 2000.       | 2010.       |
| Белци             | 266 (39,9%) | 329 (48,4%) |
| Афроамериканци    | 393 (59,0%) | 336 (49,4%) |
| Азијати           | 0 (0,0%)    | 0 (0,0%)    |
| Хиспаноамериканци | 0 (0,0%)    | 3 (0,4%)    |
| Укупно            | 666         | 680         |